# Fabian Schnabel
Fabian Schnabel (* 18. Dezember 1993 in Passau) ist ein deutscher Fußballspieler.

## Karriere
Schnabel begann seine Karriere in seiner Heimatstadt bei Batavia Passau und ging dann zum 1. FC Passau. 2009 wechselte er nach Österreich zur SV Ried, für die er auch in der Akademie spielte. Im Mai 2011 spielte er erstmals für die SPG Neuhofen/Ried, die Zweitmannschaft der SV Ried, im Auswärtsspiel gegen den SV Traun in der Landesliga. Im Sommer 2014 wechselte er zum SV Grieskirchen. Für Grieskirchen erzielte er in 29 Spielen zehn Treffer und gab zudem fünf Torvorlagen. Zur Saison 2014/15 wechselte er zum Regionalligisten Union Vöcklamarkt, mit dem er jedoch in den Abstiegskampf geriet.
Im Januar 2015 schloss er sich dem Ligakonkurrenten FC Blau-Weiß Linz an. Mit den Linzern konnte er in der Saison 2015/16 Meister der Regionalliga Mitte werden und somit in den Profifußball aufsteigen. Sein Debüt in der zweithöchsten Liga gab er am fünften Spieltag der Saison 2016/17 gegen den SC Austria Lustenau, als er in der Nachspielzeit für Thomas Goiginger eingewechselt wurde.
Im Januar 2017 wurde er an den Regionalligisten Union St. Florian verliehen.
Zur Saison 2017/18 kehrte er nach Deutschland zurück, wo er sich dem Regionalligisten SV Schalding-Heining anschloss.
Im Januar 2018 wechselte er zum Drittligisten FSV Zwickau, bei dem er einen bis Juni 2018 laufenden Vertrag erhielt. Beim FSV reichte es für den gebürtigen Passauer nur zur Reservistenrolle. Bei sechs Einsätzen gelang ihm ein Tor. Nach vier Monaten war schon wieder Schluss.
Zur Saison 2018/19 kehrte Schnabel nach einem halben Jahr in Liga 3 beim FSV Zwickau zurück zum SV Schalding-Heining.